# Rio Jacuba
O rio Jacuba é um curso de água que nasce no estado de Goiás, no Brasil. Sua nascente fica no Parque Nacional das Emas. Junto com o rio Formoso forma o rio Corrente afluente do rio Paranaíba,